# Nödraket

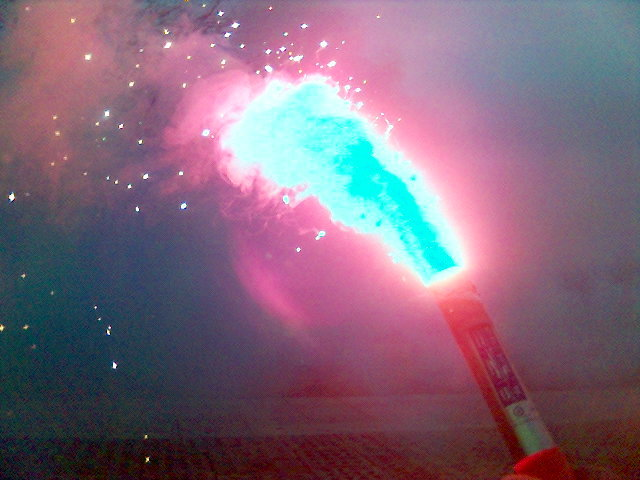
Nödbloss

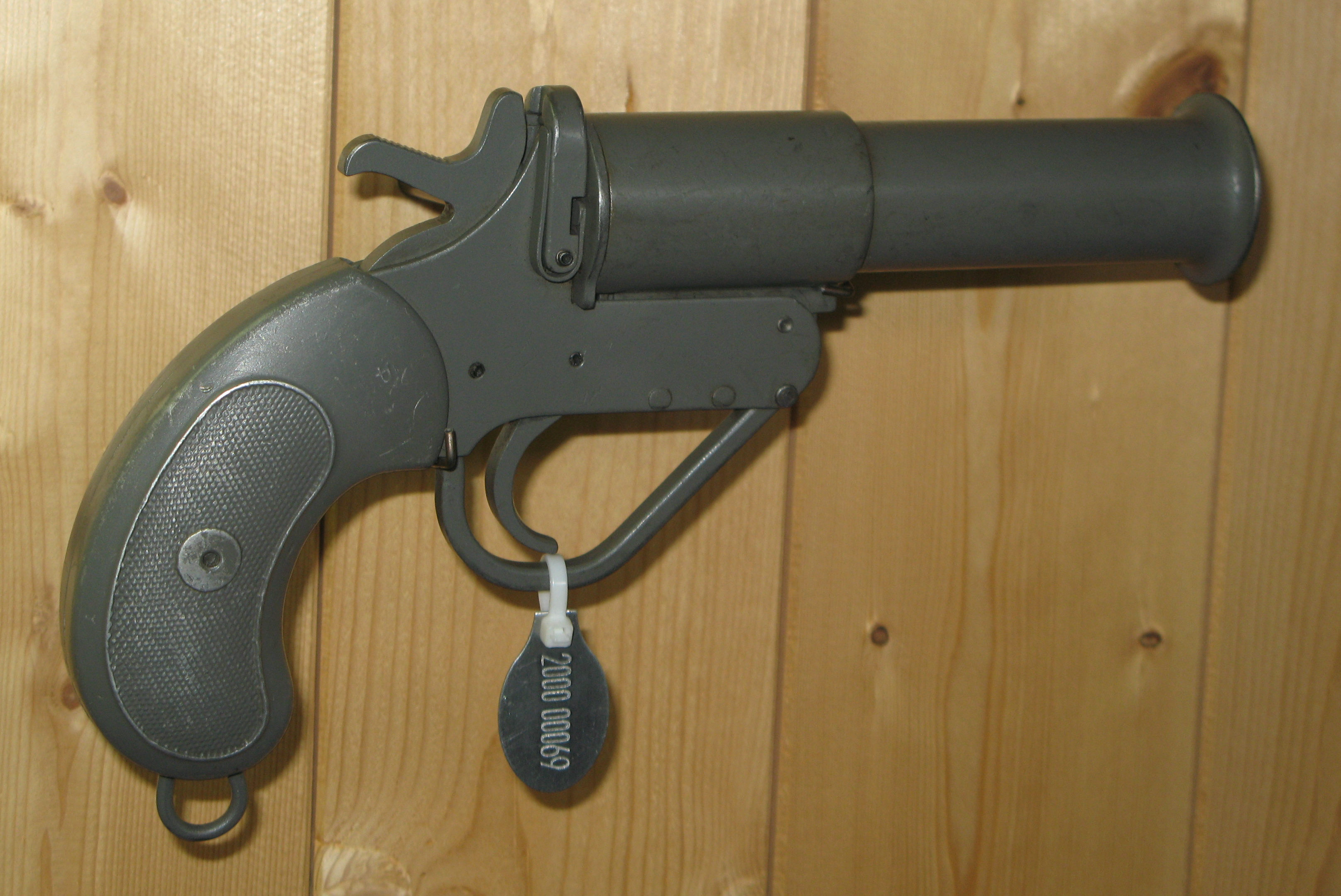
Nödraketspistol

En nödraket är en (vanligtvis rött lysande) raket som används som nödsignal till havs. Den skjuts antingen ur ett rör på vilken ett snöre är fäst som utlöser laddningen, eller en pistol, och dalar därefter långsamt ner med hjälp av en fallskärm. På så sätt stannar den länge i luften så att många har möjlighet att se den.
Raketpistolen skjuter inte raketerna lika högt som de självständiga nödraketerna. Det kan vara en fördel ibland, t.ex. vid lågtgående moln, men betyder att den inte helt ersätter de egentliga raketerna.

## Handlande vid nöd
Nödraketen är en nödsignal och den som ser den har särskilda skyldigheter, i synnerhet fartyg som observerar en nödsignal.
Trafiksäkerhetsverket rekommenderar att nödraketerna skjuts iväg med 3–5 minuters mellanrum. Det är bra att larmet hunnit gå efter den första raketen, så att chansen är större att sjöräddningsfartyg kan bestämma riktningen till den andra raketen. Det är å ena sidan bra att kunna avskjuta nödraketer under längre tid, i synnerhet om chansen att någon för tillfället har möjlighet att se raketen är liten, å andra sidan är det bra om den som sett en raket också kan se nästa inom rimlig tid.
Den som ser en nödraket skall sträva efter att så noga som möjligt bedöma riktningen och också fastställa sin egen position. Med hjälp av två noggranna observationer från olika håll går det att räkna ut var den nödställda befinner sig. Observationerna kan anmälas till sjöräddningscentralen eller allmänna nödnumret.

## Nödraketer i andra än nödsituationer
Det är förbjudet att använda nödraketer när en nödsituation inte föreligger. För övningens skull och för att folk så långt som möjligt skall undvika detta (brott mot förbudet är vanliga vid nyår) ordnas möjligheter att öva med gamla raketer av många segelföreningar, i samarbete med räddningsmyndigheterna. Övningarna ordnas på land och nödcentral, sjöräddningscentral och motsvarande myndigheter i området underrättas. Om raketerna inte används på övningar skall de kasseras enligt myndigheternas anvisningar.

## Nödbloss och rök
Fartyg och större båtar skall vid sidan av nödraketerna också ha nödbloss, som man håller i handen medan de brinner med starkt rött ljus. Dessa används då någon som kan se en eller hjälpa finns i närheten.
Orange rök är en ytterligare liknande nödsignal. Den syns över holmar och liknande hinder, binder inte en person på samma sätt som ett nödbloss och kan användas också av t.ex. ubåtar i undervattensläge.